# Diane Gerencser
Diane Gerencser (Ginevra, 27 gennaio 1972) è un'ex danzatrice su ghiaccio svizzera naturalizzata italiana.

## Biografia
Nata nel 1972 a Ginevra, in Svizzera, ha gareggiato per gli elvetici nella danza su ghiaccio in sei edizioni dei Mondiali (Parigi 1989, 18ª, Halifax 1990, 24ª, Monaco di Baviera 1991, 20ª, Praga 1993, 24ª, Chiba 1994, 15ª e Birmingham 1995, 16ª) e sei degli Europei (Birmingham 1989, 16ª, Leningrado 1990, 17ª, Sofia 1991, 15ª, Helsinki 1993, 19ª, Copenaghen 1994, 16ª, e Dortmund 1995, 13ª). Dal 1989 al 1991 ha gareggiato con Bernard Columberg, mentre dal 1993 al 1995 ha gareggiato con Alexander Stanislavov.
Nel 1997 ha cambiato nazione sportiva, passando ai colori italiani.
A 26 anni ha partecipato ai Giochi olimpici di Nagano 1998 nella danza su ghiaccio, con Pasquale Camerlengo come compagno, arrivando 17ª.
Per l'Italia ha preso parte, sempre nella danza su ghiaccio, a un Mondiale (Minneapolis 1998, 16ª) e due Europei (Parigi 1997, 11ª e Milano 1998, 13ª). In tutte queste occasioni ha gareggiato insieme a Pasquale Camerlengo.
Ai Campionati italiani è stata vice campionessa nella danza su ghiaccio con Pasquale Camerlengo nel 1997, mentre a quelli svizzeri era stata campionessa insieme a Bernard Columberg dal 1989 al 1991 e ad Alexander Stanislavov dal 1993 al 1995.
Si è ritirata nel 1998, a 26 anni.

## Palmarès

### Con Camerlengo
| Internazionali            | Internazionali | Internazionali |
| Evento                    | 1996–97        | 1997–98        |
| ------------------------- | -------------- | -------------- |
| Giochi olimpici invernali |                | 17°            |
| Campionati mondiali       |                | 16°            |
| Campionati europei        | 11°            | 13°            |
| Lysiane Lauret            | 1°             |                |
| Autumn Trophy             | 2°             |                |

### con Columberg
| Evento                        | 1992–93 | 1993–94 | 1994–95 |
| ----------------------------- | ------- | ------- | ------- |
| Campionati mondiali           | 18°     | 23°     | 20°     |
| Campionati europei            | 16°     | 17°     | 15°     |
| Campionati nazionali svizzeri | 1°      | 1°      | 1°      |
| Skate Canada International    |         |         | 8°      |
| Trophée Lalique               |         |         | 8°      |
| Nations Cup                   |         |         | 8°      |

### Con Stanislavov
| Evento                        | 1988–89 | 1989–90 | 1990–91 |
| ----------------------------- | ------- | ------- | ------- |
| Campionati mondiali           | 24°     | 15°     | 16°     |
| Campionati europei            | 19°     | 16°     | 13°     |
| Campionati nazionali svizzeri | 1°      | 1°      | 1°      |
| Trophée Lalique               | 7°      | 7°      | R       |
| R = Ritirati                  |         |         |         |